# Баварська академія витончених мистецтв
Баварська академія образотворчого мистецтва — це асоціація відомих особистостей у Мюнхені, Баварія . Він був заснований Вільною державою Баварія в 1948 році, продовжуючи традицію, закладену в 1808 році Королівською академією мистецтв у Мюнхені.
Академія організовує панельні дискусії, виставки, читання, лекції та концерти. До 1968 року академія мала свою штаб-квартиру в Прінц-Карл-Палаіс, після чого вона отримала тимчасове помешкання при дворі Кароліни. З 1972 року її штаб-квартира розташована в Кенігсбау (королівському районі) Мюнхенської резиденції .

## Призи
Академія присудила кілька нагород, деякі з яких називаються Ehrung (честь), Ehrenring (перстень пошани), Ehrengabe (почесний дар):
- Велика літературна премія Баварської академії образотворчого мистецтва
  - 1950–85 Literaturpreis (літературна премія)
  - 1986—2007 Großer Literaturpreis (велика літературна премія)
  - з 2008 Премія Томаса Манна
- Літературні нагороди
  - 1952–85
  - з 1985 Wilhelm-Hausenstein-Ehrung
- Friedrich-Ludwig-von-Sckell-Ehrenring (з 1967; за ландшафтну архітектуру)
- Ernst von Siemens Musikpreis (з 1974; у співпраці з Ernst von Siemens Musikstiftung, музика)
- Адельберт-фон-Шаміссо-Прейс (1985—2005; у співпраці з Фондом Роберта Боша ; для літератури)
- Wilhelm-Hausenstein -Ehrung for inter-cultural «Vermittlung» (з 1986)
- Karl-Rössing -Reisestipendium (стипендія на подорожі, з 1986)
- Friedrich-Baur-Preis (з 1990; у співпраці з фундацією Friedrich-Baur-Stiftung; для художників у регіонах Франкен, Верхній Пфальц і Нижня Баварія)
- Auftragskomposition der Akademie (уповноважений склад академії, з 1990 р.)
- Horst-Bienek-Preis für Lyrik (з 1991 року за лірику)
- Gerda-und-Günter-Bialas-Preis (з 1998; у співпраці з GEMA -Stiftung; для музики)
- Rainer-Malkowski-Preis (з 2006; у співпраці з фондом Rainer-Malkowski-Stiftung; для літератури)
- Preis Neues Hören (Нове слухання, з 2006; у співпраці з фондом Neue Musik im Dialog, Кельн; за презентацію сучасної музики)
- Kunststipendium (художня стипендія)